# Xanthopimpla fortis
Xanthopimpla fortis là một loài tò vò trong họ Ichneumonidae.